# Zisterzienserinnenabtei Vernaison
Die Zisterzienserinnenabtei Vernaison war von 1171 bis 1791 ein Kloster der Zisterzienserinnen zuerst in Châteauneuf-sur-Isère, ab 1616 in Valence, Département Drôme, in Frankreich.

## Geschichte
Auf Initiative des Klosters Léoncel stiftete der örtliche Adel 1171 in Châteauneuf-sur-Isère am rechten Isère-Ufer das Zisterzienserinnenpriorat Commerci (auch: Comiers). Wegen eines Brandes wechselten die Nonnen (nach 1222) wenige Kilometer ostwärts (am linken Ufer der Isère) an einen Ort namens Vernaison (lateinisch: Verneso oder Vernaysium), der (immer noch zu Châteauneuf gehörig) an Romans-sur-Isère und Bourg-de-Péage angrenzt. Das alte Kloster, das sekundär noch genutzt wurde, trug von da an den Namen Monestier vieux. Das Kloster Vernaison wurde 1263 zur Abtei erhoben (mit der Auflage, die Zahl von 30 Schwestern nicht zu übersteigen, bei beliebiger Anzahl Konversen) und erwarb mehrere Besitzungen in Romans. 1616 wechselten die Nonnen (wie vom Trienter Konzil empfohlen) in die Bischofsstadt Valence. Dort kam es 1791 zur Auflösung durch die Französische Revolution. Vernaison ist heute noch der Name des entsprechenden Stadtviertels in Châteauneuf-sur-Isère (mit den Straßennamen Route de l’Abbaye und Chemin des Dames, die an das Kloster erinnern). Es besteht kein Zusammenhang zur Gemeinde Vernaison bei Lyon.